# Trọng Khôi
Trọng Khôi, tên thật Nguyễn Trọng Khôi (16 tháng 2 năm 1943 – 14 tháng 3 năm 2012) là một diễn viên sân khấu người Việt Nam. Ông là nguyên giám đốc Nhà hát kịch Việt Nam, Tống thư ký Hội Nghệ sĩ Sân khấu Việt Nam. Trọng Khôi đã được Nhà nước Việt Nam phong tặng danh hiệu Nghệ sĩ Nhân dân năm 1993.

## Cuộc đời
Nguyễn Trọng Khôi sinh ngày 16 tháng 2 năm 1943 tại Hà Nội. Ông là con trưởng trong một gia đình bảy người con không ai theo ngành nghệ thuật, trong đó cả ba cô em gái đều làm giáo viên dạy toán trung học. Trọng Khôi rất yêu thích nghề diễn viên từ nhỏ. Suốt thời niên thiếu, ông không bỏ lỡ các cơ hội tham gia sinh hoạt kịch nghiệp dư trong các buổi liên hoan tổng kết ở trường từ bậc tiểu học đến trung học phổ thông.
Lên 7 tuổi, Trọng Khôi đã được diễn ở Nhà hát Lớn Hà Nội với vai diễn Lê Lai trong vở kịch "Lê Lai liều mình cứu chúa" theo sách học lịch sử của nhà trường do thầy giáo hướng dẫn. Với một niềm đam mê nghề diễn từ nhỏ, ông tham gia Đội kịch Thanh niên của Thành đoàn Thanh niên Lao động Hà Nội 1958–1960. Sau khi tốt nghiệp cấp 3 trường Lý Thường Kiệt Hà Nội (1959–1960), ông thi vào trường trung cấp Nghệ thuật Sân khấu Việt Nam năm 1960. Sau này trường chuyển đổi thành Đại học Sân khấu. Ông đã tốt nghiệp khóa 1 của trường Đại học Sân khấu tháng 6 năm 1964. Kể từ đó, ông tham gia công tác tại Đoàn Kịch Trung ương tiền thân của Nhà hát Kịch Việt Nam.
Năm 1970, ông là Đội trưởng Đội Kịch nói Nhà hát Kịch Việt Nam. Giai đoạn 1985 – 1989 ông đảm nhận vị trí Phó Giám đốc Nhà hát Kịch Việt Nam. Sau đó, 1989 – 2000 ông chịu trách nhiệm của Giám đốc Nhà hát. Trong quá trình đó, những năm 1985, 1995, 1999, ông là Ủy viên Ban Chấp hành Hội Nghệ sĩ Sân khấu Việt Nam nhiệm kỳ IV. Từ 1999 – 2009, ông đảm nhận Chủ tịch Hội Nghệ sĩ Sân khấu Việt Nam nhiệm kỳ V và VI. Từ 2010, ông giữ vị trí Ủy viên Ban Chấp hành, Thường vụ Hội Nghệ sĩ Sân khấu Việt Nam và Trường Ban Đối Ngoại. Trong thời gian đó, từ năm 2004 đến 2009, ông giữ cương vị Chủ tịch Hiệp Hội Sân khấu Quốc tế Việt Nam.
Ông qua đời khi đang điều trị tại Bệnh viện Bạch Mai, Hà Nội vào ngày 14 tháng 3 năm 2012.

## Các vai diễn chính
Năm 1971, vai Việt trong vở Đôi mắt của tác giả Vũ Dũng Minh, đạo diễn Dương Ngọc Đức.
Năm 1975, vai phi công Nguyễn Thành Trung (ném bom dinh Độc Lập) trong vở "Bay trước mùa xuân" tác giả Hoài Giao – Nguyễn Ánh, đạo diễn Đình Quang.
Năm 1976, vai Vi – Tan, vở "Hoa Anh Túc", kịch bản Bun-ga-ri.
Năm 1977, vai Đi-at-lốp, vở "Khúc thứ ba bi tráng", tác giả Pogodin (Liên Xô), đạo diễn Dương Ngọc Đức.
Năm 1980, vai Tsi-bi-sốp vở "Người cầm súng" của Pogodin đạo diễn Dương Ngọc Đức.
Năm 1981, vai Quan Huyện trong vở hài kịch "Nghêu, Sò, Ốc, Hến" đạo diễn Dương Ngọc Đức.
Năm 1983, vai Tổng thống Dương Văn Minh, vở "Nữ ký giả" của Lưu Quang Vũ, đạo diễn Nguyễn Đình Nghi, Dương Viết Bát.
Năm 1984, vai Đờ Cát, vở "Bài ca Điện Biên" của Tất Đạt. Tổng đạo diễn Dương Viết Bát. Vở diễn huy động tới 270 người tham gia để kỷ niệm 40 năm chiến thắng Điện Biên Phủ).
Năm 1983, vai Ghê-ooc-ghi Đi-mi-trôp tong vở "Đỏ và Nâu" của Bun-ga-ri (vở Đi-mi-trôp tự biện hộ trong tòa án phát xit Đức năm 1933 và được trả tự do. Vở diễn kỷ niệm 150 năm phiên tòa xử Tổng Bí thư Quốc tế Cộng sản Georgi Dimitrov).
Năm 1985, vai vua Bảo Đại trong vở "Lịch sử và nhân chứng" đạo diễn Đình Quang.
Năm 1987, vai Hồn Trương Ba trong vở "Hồn Trương Ba, da hàng thịt". Vở đã diễn tại Liên Xô cũ. Trọng Khôi là diễn viên tài năng nhất Liên hoan Sân khấu Quốc tế Moskva-90 và đã diễn tại Mỹ năm 1998.
Năm 1990, vai Ông già đánh cá trong vở "Ông già biển cả" phỏng theo tác giả Hemingway, một vai độc diễn trong 1 tiếng 10 phút.
Năm 1996, vai Đạo diễn trong vở "Đời Nghệ sĩ", giải A Hội Nghệ sĩ Sân khấu Việt Nam.

## Các phim đã tham gia
| Năm  | Phim                    | Vai diễn           | Đạo diễn                                  | Định dạng        |
| ---- | ----------------------- | ------------------ | ----------------------------------------- | ---------------- |
| 1973 | Hoa Thiên Lý            | Minh               | NSND Bùi Đình Hạc                         | Phim điện ảnh    |
| 1981 | Hi vọng cuối cùng       | Giám đốc           | NSND Trần Phương                          | Phim điện ảnh    |
| 1984 | Trừng phạt              | Thiếu tá Khanh     | NSND Bạch Diệp                            | Phim điện ảnh    |
| 1985 | Đứng trước biển         | Luyến              | NSND Trần Phương                          | Phim điện ảnh    |
| 1987 | Huyền thoại về người mẹ | Trung tá Thi       | NSND Bạch Diệp                            | Phim điện ảnh    |
| 1988 | Săn bắt cướp            | Bảy Tú             | NSND Trần Phương                          | Phim điện ảnh    |
| 1989 | Tình ngoài              | Trọng              | Châu Huế                                  | Phim điện ảnh    |
| 1989 | Dòng sông hoa trắng     | Đại tá tỉnh trưởng | NSND Trần Phương                          | Phim điện ảnh    |
| 1991 | Giông tố                | Nghị Hách          | Nguyễn Mạnh Lân                           | Phim điện ảnh    |
| 1995 | 12A và 4H               | Ông Quang          | Bùi Thạc Chuyên, NSƯT Trần Quốc Trọng     | Phim truyền hình |
| 2000 | Nụ cười người khác      | Bố Sinh            | NSND Phạm Thanh Phong                     | Phim truyền hình |
| 2001 | Con nhện xanh           | Chu Dĩnh           | Đỗ Đức Thành                              | Phim truyền hình |
| 2003 | Niệm khúc cuối          | Giám đốc Công      | NSƯT Nguyễn Anh Dũng                      | Phim truyền hình |
| 2005 | Một lần đi bụi          | Ông Thành          | NSƯT Trần Quốc Trọng                      | Phim truyền hình |
| 2006 | Đèn vàng                | Lập                | NSƯT Mai Hồng Phong                       | Phim truyền hình |
| 2010 | Huyền sử Thiên Đô       | Lê Thái Như        | NSƯT Đặng Tất Bình, NSND Phạm Thanh Phong | Phim truyền hình |

## Đạo diễn sân khấu và lồng tiếng
Đã đạo diễn trên 10 vở kịch. Vở đầu tiên năm 1980, "Cuộc chia tay tháng Sáu" của Văm-pi-lốp.; Bến mê tác giả Phan Thị Thu Loan, 2005; "Câu Kiều ru một đời người" năm 2008.
Lồng tiếng nhiều phim truyện nhựa cho Xưởng Phim Việt Nam.
Lồng tiếng cho vai Montserrat trong phim truyền hình dài 162 tập của Brasil Quyền được yêu.

## Giải thưởng
- Huân chương kháng chiến Chống Mỹ cứu Nước Hạng Ba (1980).
- Kỷ Niệm Chương Ghê-ooc-ghi Đi-mi-trôp của Nhà nước Bun-ga-ri (1985).
- Nghệ sĩ Ưu tú(1988).
- "Nghệ sĩ tài năng nhất" tại Liên hoan Sân khấu Quốc tế Moskva-90 (1990).
- Nghệ sĩ Nhân dân (1993).
- Huân chương Lao động Hạng Nhất (1997).
- Huân chương Độc Lập Hạng Ba của Nhà nước Việt Nam (2008).